# Picus viridanus
Picus viridanus là một loài chim trong họ Picidae.